# Оношкович-Яцына, Евгений Николаевич
Евгений Николаевич Оношкович-Яцына (1897—1970) — штабс-ротмистр лейб-гвардии Кирасирского Его Величества полка, герой Первой мировой войны, участник Белого движения.

## Биография
Из потомственных дворян. Сын чиновника особых поручений Министерства финансов, действительного статского советника Николая Феликсовича Оношковича-Яцыны (1857—1917).
Окончил Александровский кадетский корпус и ускоренный курс Пажеского корпуса, откуда 1 декабря 1914 года выпущен был прапорщиком в лейб-гвардии Кирасирский Его Величества полк, в рядах которого и вступил в Первую мировую войну. Произведен в корнеты 30 июля 1915 года. Высочайшим приказом от 25 мая 1916 года удостоен ордена Св. Георгия 4-й степени
За то, что 31 июля 1915 года в бою у м. Коварск, увлекая своим примером нижних чинов, перескочив проволочные заграждения, первым ворвался в неприятельский окоп, причем был тяжело ранен. Этот геройский поступок увлек весь эскадрон, неприятель был выбит и нами захвачены пленные.
Произведен в поручики 15 июня 1916 года, в штабс-ротмистры — 7 июня 1917 года.
В январе 1918 года чудом избежал расстрела в Киеве, был мобилизован в РККА, затем бежал в Польшу. В Гражданскую войну участвовал в Белом движении в составе Вооруженных сил Юга России и Русской армии. С октября 1919 года — в дивизионе своего полка, с декабря 1919 года — командир того же дивизиона в Сводно-гвардейском кавалерийском полку. В Русской армии — в Гвардейском кавалерийском полку до эвакуации Крыма. Эвакуировался из Севастополя на транспорте «Корнилов».
В эмиграции в Константинополе, затем в Бельгии, с 1940 года — во Франции. После Второй мировой войны состоял секретарем объединения лейб-гвардии Кирасирского Его Величества полка, в 1955 году — секретарь Союза Георгиевских кавалеров. Был сотрудником журнала «Военная быль». Умер в 1970 году в Париже. Похоронен в семейном склепе на кладбище Баньё. Был женат, имел дочь.